# Slim Jedidi
Slim Jedidi (arabisch سليم الجديدي Salim al-Jadidi‎; * 17. April 1970) ist ein ehemaliger tunesischer Fußballschiedsrichter.
Jedidi ist der Sohn des tunesischen Fußballspielers Mohamed Salah Jedidi.
Er war FIFA-Schiedsrichter und leitete internationale Fußballspiele. Jedidi wurde als Schiedsrichter beim Afrika-Cup 2012 in Äquatorialguinea und Gabun und beim Afrika-Cup 2013 in Südafrika eingesetzt. Neben Gruppenspielen leitete er beim Afrika-Cup 2013 das Halbfinale zwischen Burkina Faso und Ghana (1:1 n. V., 3:2 i. E.). Beim olympischen Fußballturnier 2012 in London leitete Jedidi zwei Spiele in der Gruppenphase. 2015 trat er zurück.